# 경주 양동 향단
경주 양동 향단(慶州 良洞 香壇)은 대한민국 경상북도 경주시, 양동마을에 있는 조선시대의 건축물이다. 1964년 11월 14일 대한민국의 보물 제412호로 지정되었다.

## 개요
낮은 구릉 위에 자리잡고 있는 향단은 조선 중기 건물로 조선시대의 성리학자인 이언적(1491∼1553) 선생이 경상감사로 재직할 때 지은 것이다.
일반 상류주택과 다른 특이한 평면 구성을 하고 있는데, 그것은 풍수지리에 의해 몸체는 月자형으로 하고, 여기에 一자형 행랑채와 칸막이를 둠으로써 用자형으로 만들고 있기 때문이다. 따라서 행랑채, 안채, 사랑채가 모두 한 몸체로 이루어지며 각각의 마당 즉, 2개의 마당을 가진 특색 있는 구성을 하고 있다. 2개의 마당 중 하나는 안마당으로 쓰이고 다른 하나는 행랑마당으로 쓰인다. 행랑채는 앞면 9칸·옆면 1칸으로 되어 있고 행랑채 뒷편에 있는 본채는 행랑채와 똑같은 규모의 집채를 앞·뒤에 2채 배치해 놓았다. 그 중앙과 좌우 양쪽 끝을 각각 이어서 방으로 연결하였으므로, 마치 전체 건물을 日자형의 한 건물 같이 배치하였다.
이 건물은 마을 전체에서 가장 먼저 눈에 띠는 위치와 모습 뿐만 아니라 상류주택의 일반적 격식에서 과감히 벗어난 형식으로, 주생활의 합리화를 도모한 우수한 공간구성을 보이고 있다.

## 같이 보기
- 양동마을
- 이언적

## 참고 자료
- 경주 양동 향단 - 국가유산청 국가유산포털